# Löwenströmska lasarettet
Löwenströmska lasarettet (Löwenströmska ziekenhuis) is een tätort in de gemeente Upplands Väsby in het landschap Uppland en de provincie Stockholms län in Zweden. Het tätort heeft 507 inwoners (2005) en een oppervlakte van 76 hectare.